# Giovanni Barale
Giovanni Barale, noto anche come Barale II (Pezzana Vercellese, 1º luglio 1895 – Torino, 11 giugno 1976 all'età di 80 anni), è stato un calciatore italiano, di ruolo mediano o ala.

## Carriera
La sua carriera inizia all'Amatori Torino nel 1919. Nell'Amatori registra 8 presenze e 2 reti.
Nella stagione 1921-1922 passa alla Juventus, dove esordisce il 2 ottobre 1921 contro il Verona, partita finita 1-3 per la Juventus.
Nell'aprile del 1922 si trasferisce al Torino, dove resterà fino al dicembre dello stesso anno, quando tornerà alla Juventus. Col Torino mette a segno una rete in 3 presenze.
Durante le sue stagioni in bianconero colleziona 74 presenze, segnando 4 reti. La sua ultima partita con la Juventus fu fuori casa contro il Parma, il 27 febbraio 1927, finita 0-2.
Dopo un anno di stop passa al Rapallo Ruentes, società nella quale chiude la sua carriera durante la stagione 1930-1931.

## Statistiche

### Presenze e reti nei club
| Stagione               | Squadra                | Campionato             | Campionato | Campionato | Coppe nazionali | Coppe nazionali | Coppe nazionali | Totale | Totale |
| Stagione               | Squadra                | Comp                   | Pres       | Reti       | Comp            | Pres            | Reti            | Pres   | Reti   |
| ---------------------- | ---------------------- | ---------------------- | ---------- | ---------- | --------------- | --------------- | --------------- | ------ | ------ |
| 1919-1920              | Amatori Torino         | A                      | ?          | ?          | -               | -               | -               | ?      | ?      |
| 1920-1921              | Amatori Torino         | A                      | ?          | ?          | -               | -               | -               | ?      | ?      |
| Totale Amatori Torino  | Totale Amatori Torino  | Totale Amatori Torino  | 8          | 2          |                 | -               | -               | 8      | 2      |
| 1921-apr. 1922         | Juventus               | A                      | 20         | 2          | CI              | 0               | 0               | 20     | 2      |
| apr.-dic. 1922         | Torino                 | A                      | 3          | 1          | -               | -               | -               | 3      | 1      |
| dic. 1922-1923         | Juventus               | A                      | 11         | 0          | -               | -               | -               | 11     | 0      |
| 1923-1924              | Juventus               | A                      | 16         | 0          | -               | -               | -               | 16     | 0      |
| 1924-1925              | Juventus               | A                      | 17         | 1          | -               | -               | -               | 17     | 1      |
| 1925-1926              | Juventus               | A                      | 8          | 0          | -               | -               | -               | 8      | 0      |
| 1926-1927              | Juventus               | A                      | 0          | 0          | CI              | 2               | 1               | 2      | 1      |
| Totale Juventus        | Totale Juventus        | Totale Juventus        | 72         | 3          |                 | 2               | 1               | 74     | 4      |
| 1928-1929              | Rapallo Ruentes        | B                      | ?          | ?          | -               | -               | -               | ?      | ?      |
| 1929-1930              | Rapallo Ruentes        | C                      | ?          | ?          | -               | -               | -               | ?      | ?      |
| 1930-1931              | Rapallo Ruentes        | C                      | ?          | ?          | -               | -               | -               | ?      | ?      |
| Totale Rapallo Ruentes | Totale Rapallo Ruentes | Totale Rapallo Ruentes | ?          | ?          |                 | -               | -               | ?      | ?      |
| Totale carriera        | Totale carriera        | Totale carriera        | 83+        | 6+         |                 | 2               | 1               | 85+    | 7+     |

## Palmarès
- Campionato italiano: 1

Juventus: 1925-1926